# Бабиков, Александр Яковлевич
Александр Яковлевич Бабиков (1837 — 1914) — детский писатель, библиограф.

## Биография
Из дворян Петербургской губернии. Окончил Институт инженеров путей сообщения (1857). Служил в инспекции различных железных дорог, с 1878 года ― в Центральной инспекции железных дорог. Действительный статский советник (с 1890). С 1892 года ― за штатом. Член Русского технического общества. Составлял ежегодные «Библиографические указатели статей железнодорожной периодической литературы» (1897, 1898, 1899). 
Первый рассказ ― «Лидочка» напечатал в «Русском Вестнике» (1860). Повесть «Жук» (1884; часть 2 под названием «Свет и тени» ― 1885; отдельное издание ― 1896) посвящённая не слабеющей с годами детской дружбе. В повести «Паровоз. Из юношеских воспоминаний» (1888) четверо ребят с приключениями идут за 70 верст, чтобы увидеть паровоз, подробным техническим описанием которого и заканчивается повесть. В произведениях Бабикова автобиографическая форма используется для передачи мира детских чувств, настроений; лучшее из них ― повесть «На заре. (Из воспоминаний Сережи Мухлинского)» (1897), не свободная, однако, от элемента идилличности в изображении детства. Бабикову принадлежит также повесть «Горе-богатырь» (1887).